# The Final Countdown (livro)
The Final Countdown é o título de um livro sobre enxadrismo escrito por W. Hajenius e Herman Claudius van Riemsdijk, publicado em 1997. Não possui ainda uma tradução em língua portuguesa.